# 结构色

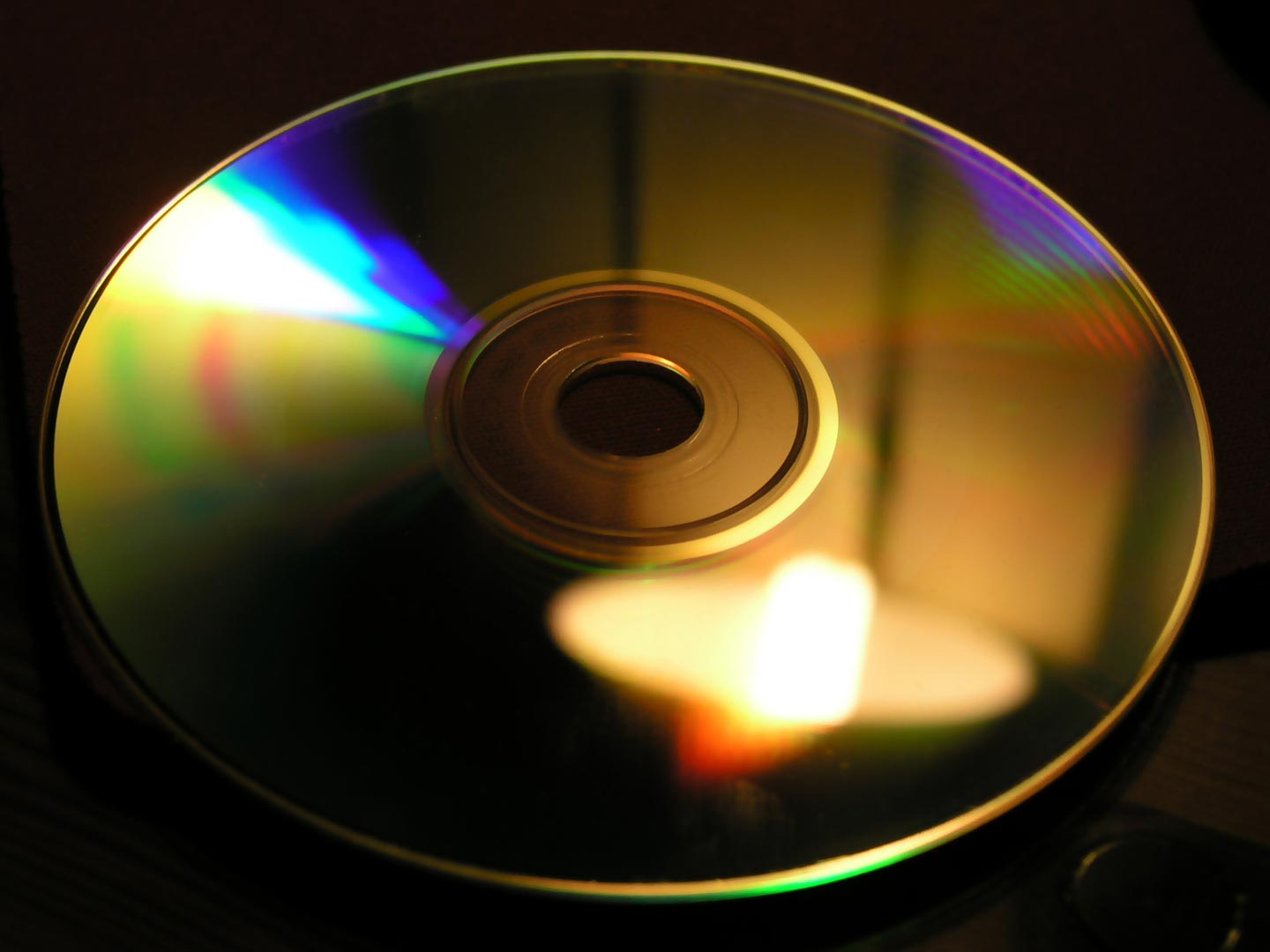
CD

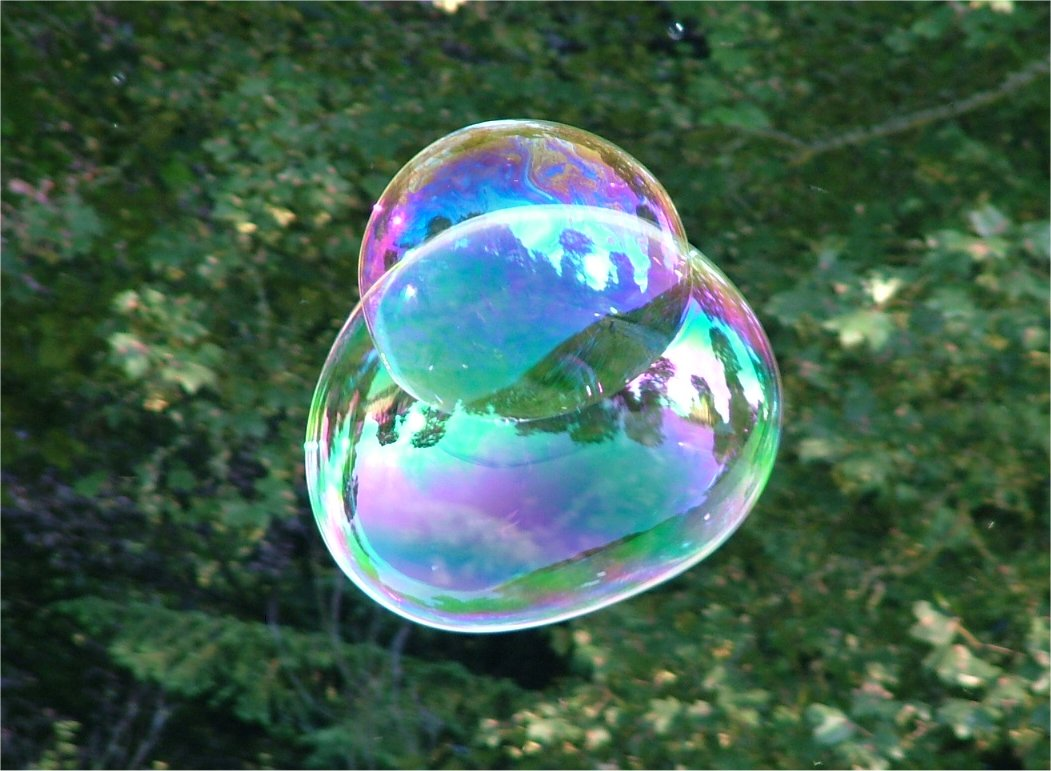
肥皂泡

结构色（英語：structural color）是光入射到空间周期与波长相近的物体上时，由光的散射、干涉或衍射作用而产生的颜色。通常见于CD和肥皂泡等物品。

## 释义
结构色，顾名思义，与结构有关的色，即色彩随着物体内部结构的变化而变化，具体来讲，它是由光的散射、干涉或衍射作用引起的，和色素与染料的光泽有差异。

## 仿生学
自然界中有很多结构色的例子。
其中，蝶类、昆虫的翅膀，贝壳等所形成的彩虹色，是由于生物体内薄膜间的干涉作用导致的结构色。
还有一种是由于光的衍射作用导致的结构色，例如蛋白石等宝石的色泽。值得注意的是，大部分的蛋白石具有蛋白色，是装饰性石材，如果它的色彩光泽随观测角度变化（变彩），则是贵重的宝石。

## 研究方法
目前，研究者利用结构色原理，使用硅粒沉淀法等方法，已经成功合成人造蛋白石。
另外，根据硅粒的大小和排列，可以合成不同颜色的蛋白石。